# Samuel Harrison
Samuel 'Sam' James Harrison (Risca, 24 juni 1992) is een Welsh voormalig professionele wielrenner en baanwielrenner. Hij werd twee keer Brits nationaal kampioen tijdrijden op de weg bij de beloften, en behaalde daarnaast verschillende medailles tijdens WK's en wereldbekerwedstrijden op de baan.

## Wielercarrière
Harrison werd geboren en groeide op in het Welshe Risca. Hij begon met te fietsen nadat hij via zijn vrienden had gehoord van de Newport Velodrome, en al snel sloot hij zich aan bij de plaatselijke club Cwmcarn Paragon. In 2008 werd hij als 16-jarige geselecteerd voor het Olympisch Ontwikkelingsprogramma van British Cycling.
Zijn beste jeugdjaren beleefde hij in 2008 en 2009. Na het winnen van drie nationale titels bij de junioren op het Britse baankampioenschap werd Harrison genomineerd voor de BBC's Young Sports Personality Award in 2008. In februari 2009 werd hij geselecteerd om het Verenigd Koninkrijk te vertegenwoordigen op het wereldkampioenschap veldrijden. Hij won ook twee medailles op het Europees kampioenschap baanwielrennen onder 23.
In 2011 brak Harrison door op seniorenniveau. Hij won zijn eerste wedstrijd tijdens de UCI-wereldbekerwedstrijd baanwielrennen in Peking, waar hij het omnium won. Dat jaar was Harrison voor het eerst aanwezig op het wereldkampioenschap baanwielrennen in Apeldoorn, waar hij een bronzen medaille won als onderdeel van de Britse ploeg bij de ploegenachtervolging. Harrison eindigde ook 11e in het omnium op dat WK.
In 2012 werd Harrison niet geselecteerd voor het Britse team dat deel zou nemen aan het WK baanwielrennen en de Olympische Spelen, nadat er enkele meer ervaren renners teruggekeerd waren in de ploeg. Datzelfde jaar begon hij zijn focus ook te leggen op wegwedstrijden, en behaalde hij de nationale titel bij het Britse kampioenschap tijdrijden bij de beloften.
In 2013 keerde Harrison terug naar de Britse baanploeg voor het wereldkampioenschap, waarin hij deel uitmaakte van de ploegenachtervolging en zilver won.
Harrison tekende voor de UCI Continental ploeg NFTO voor het seizoen 2014. In 2016 verruilde hij NFTO voor Team Wiggins, een andere Britse continentale wielerploeg.
Na het einde van zijn contract in 2017 stopte Harrison met professioneel wielrennen, en legde hij zich toe op zijn studie fysiotherapie. Momenteel is hij actief als performance coach voor wielrenners.

## Palmares
2009
Britse kampioenschappen baanwielrennen
  Ploegenachtervolging
Europese kampioenschappen baanwielrennen voor junioren
 Ploegenachtervolging
 Koppelkoers
2e Junior Tour of Wales
2010
Wereldkampioenschap baanwielrennen voor junioren
 Omnium
 Ploegenachtervolging
Britse kampioenschappen baanwielrennen
 Koppelkoers
 Achtervolging
2e Junior Tour of Wales
7e Le Pavé de Roubaix
2011
UCI Wereldbeker baanwielrennen (Peking)
 Omnium
Britse kampioenschappen baanwielrennen
 Achtervolging
 Tijdrit
Europese kampioenschappen baanwielrennen voor junioren
 Ploegenachtervolging
Wereldkampioenschap baanwielrennen
 Ploegenachtervolging
2012
Britse kampioenschappen wegwielrennen junioren
  Tijdrit
2013
Britse kampioenschappen wegwielrennen junioren
  Tijdrit
Wereldkampioenschap baanwielrennen
 Ploegenachtervolging
Britse kampioenschappen baanwielrennen
  Scratch
 Puntenkoers
 Europees kampioenschap baanwielrennen
  Ploegenachtervolging
2014
Britse kampioenschappen baanwielrennen
  Ploegenachtervolging
2016
UCI Wereldbeker baanwielrennen (Glasgow)
 Omnium